# Montecorto
Montecorto est une commune de la province de Malaga, dans la communauté autonome d'Andalousie, en Espagne.

## Géographie

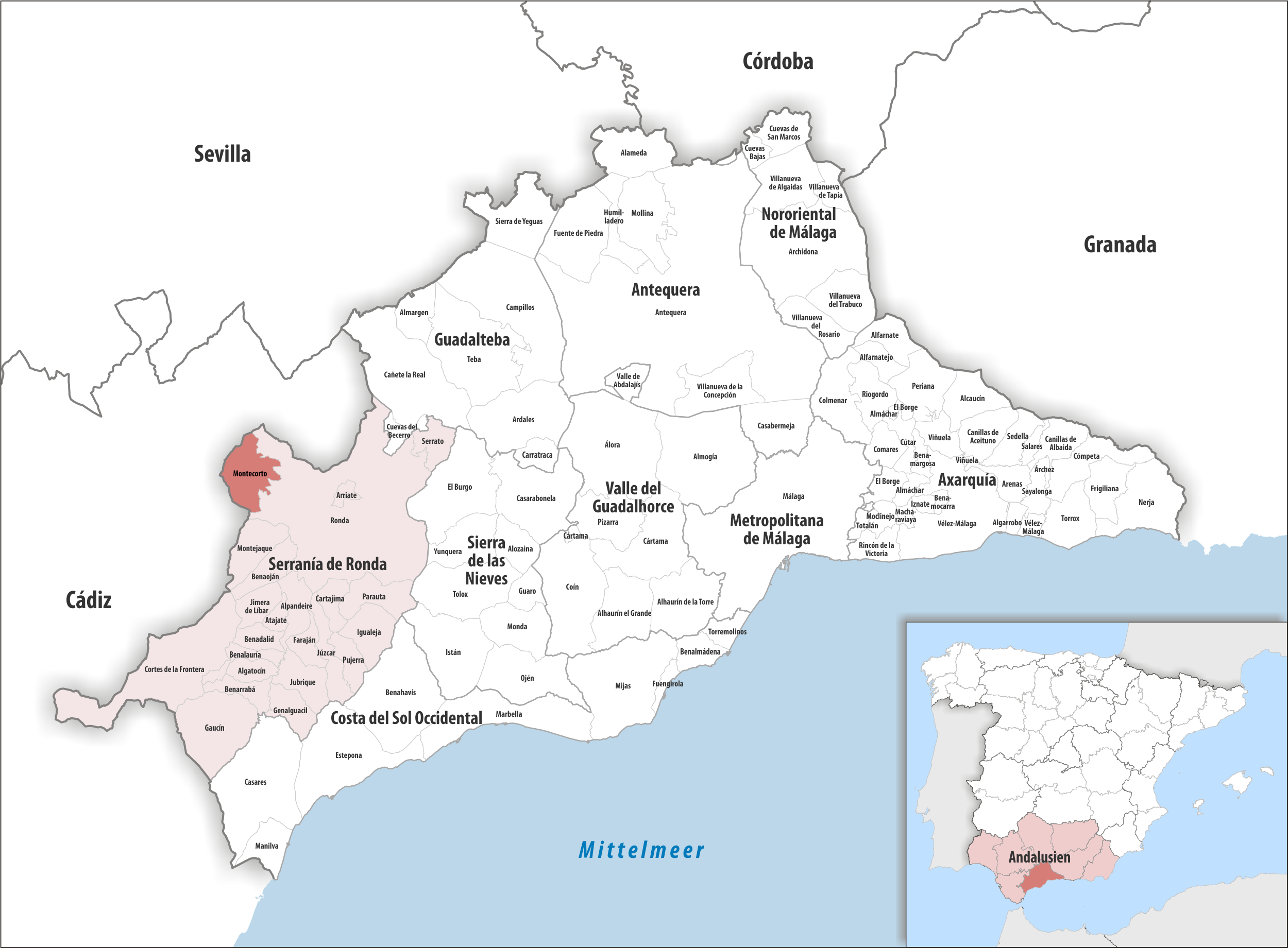
Montecorto dans la province de Malaga / en Andalousie

### Localisation
Montecorto est dans le nord-ouest de la comarque de Serranía de Ronda, bordant la limite ouest de la province de Malaga, et jouxtant la province de Cadix.
Malaga est à 120 km à l'est (avec un assez grand détour par le nord-est qui évite les petites routes de montagne passant entre les sommets du parc national de la Sierra de las Nieves) ; Gibraltar à 136 km au sud ; Jerez de la Frontera à 94 km à l'ouest.
Une partie de la commune au sud est incluse dans le parc naturel de la Sierra de Grazalema.
Le réservoir de Zahara-El Gastor (es) empiète légèrement sur la pointe ouest de la commune, ainsi que le Guadalete qui l'alimente.